# Bussus-Bussuel
Bussus-Bussuel is een voormalige gemeente in het Franse departement Somme (regio Hauts-de-France) en telt 247 inwoners (1999). De plaats maakt deel uit van het arrondissement Abbeville. Bussus-Bussuel is op 1 januari 2025 gefuseerd met de gemeente Yaucourt-Bussus tot de gemeente Bussus-lès-Yaucourt.

## Geografie
De oppervlakte van Bussus-Bussuel bedraagt 8,3 km², de bevolkingsdichtheid is 29,8 inwoners per km².

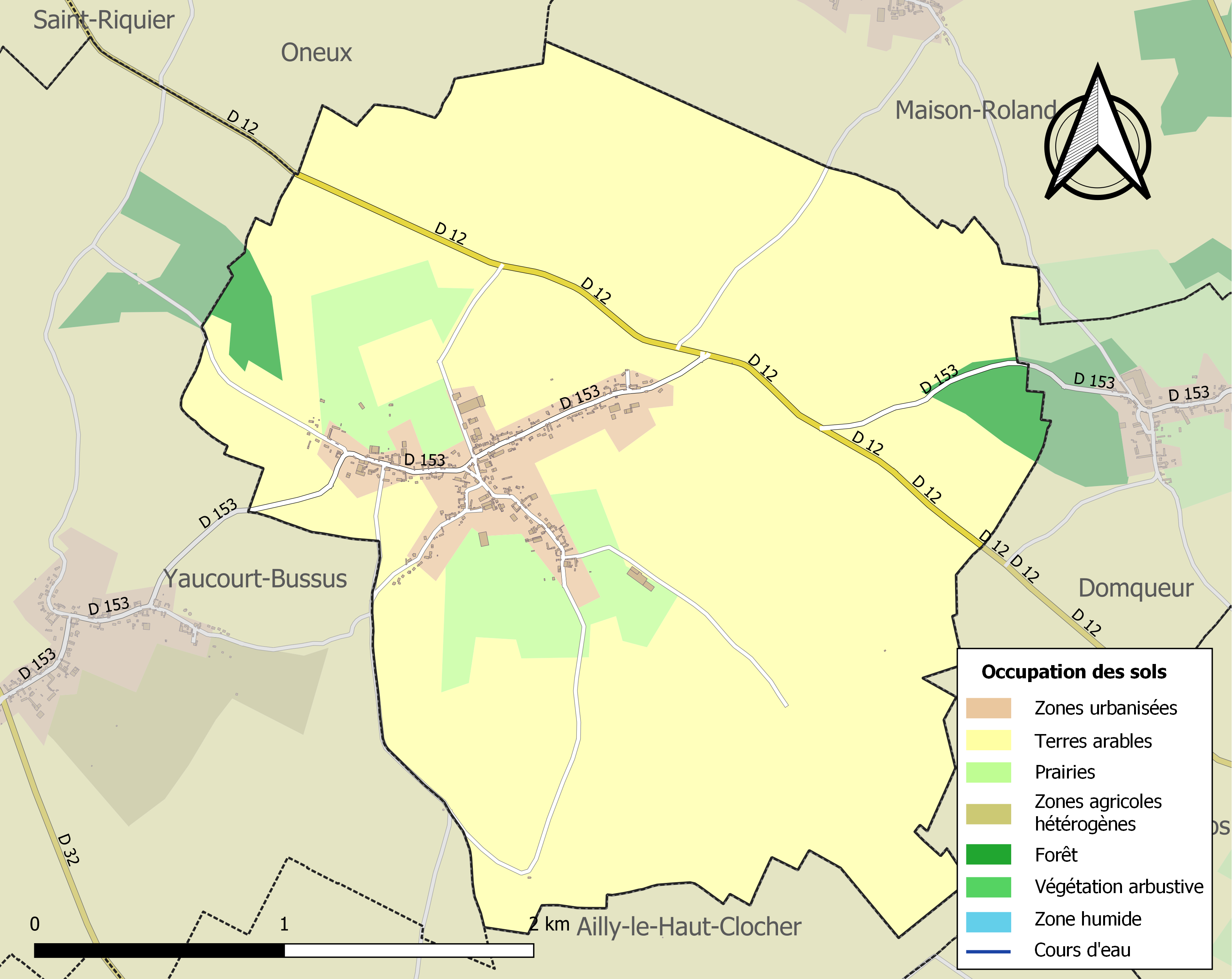
Kaart van de belangrijkste infrastructuur, bodemgebruik en omliggende gemeenten

## Demografie
Onderstaande figuur toont het verloop van het inwonertal.